# Erbezzo
Erbezzo település Olaszországban, Veneto régióban, Verona megyében. Lakosainak száma 801 fő (2023. január 1.). Erbezzo Bosco Chiesanuova, Grezzana, Ala és Sant'Anna d'Alfaedo községekkel határos.

## Népesség
A település népességének változása:
| Lakosok száma | 720  | 722  | 801  |
|               | 2017 | 2018 | 2023 |